# 北京游乐园
北京游乐园，位于北京市东城区左安门内大街19号（原属崇文区，2010年崇文区与东城区合并成立新的东城区），是一座大型游乐园，2010年关闭，2021年9月24日以龙潭中湖公园之名重新开放，成为一座免费公园。

## 简介
北京游乐园始建于1984年。当时北京市园林局提议兴建此园，以改变北京南城缺少大型游乐场所的情况。该提议获得崇文区人民政府及北京市人民政府的支持，随后崇文区引进日资兴建了北京游乐园。
当时，崇文区的一位老干部在字画收藏活动中结识了不少日本商人，从而促成日本商人同崇文区合作建设北京游乐园。1980年代，日本房地产泡沫严重，日本商人有强烈的投资意愿，恰逢中国改革开放，中国各地积极招商引资。该时期，中国兴起商业游乐园建设热潮。根据统计，1980年代末至1990年代初，中国建成2500座游乐园。崇文区同日本商人从首次接触到双方决定合作，仅用了四个月，合作内容是日方出资金，中方提供土地使用权。
1984年9月26日，崇文区计划经济委员会签发《关于建立中外合资北京游乐园的项目建议书》，其中崇文区人民政府认为，在龙潭湖中湖一带建设游乐园，可以在不破坏绿化的前提下，提高北京市民的生活质量，并增加税收。该建议书上交半年之后，1985年2月21日，中日双方签订合作协议，其中甲方是崇文区人民政府下辖的中国北京龙潭旅游开发公司，乙方是日本国日中总合开发株式会社。在该份为期15年的合同中，双方出资20亿日元（按照当时的汇率约合人民币2000万元）注册成立北京游乐园有限公司，其中日方出资12亿日元，为现金和设备，占有公司60%的股权；中方出资8亿日元，为拆迁补偿、树木水产损失费以及15年土地使用权，占有公司40%的股权。日中总合开发株式会社另外出资46亿日元，当作后期运作的无息贷款。
崇文区人民政府当时对该游乐园具有热切期望：“双方合作期限十五年，预计收入1.9亿元，各方所得比例为：35.8%国家，合资中方34.1%，合计69.9%，合资日方30.1%。”按照该预期，北京游乐园将给中方带来1.3亿元收入。
1987年4月18日，经过了三年的筹建，北京游乐园正式开园。但开园后，该园陷入巨额亏损。截至1988年底，北京游乐园已亏损千万元，几乎达到先期投资的三分之一。巨额亏损的原因既有日元对人民币汇率变化，也有经营失误。实际上1990年代初，中国建成的2500座游乐园（总投资大约3000亿元人民币），其中有70%亏损，20%保本，10%盈利。这些游乐园形式雷同，和欧洲及北美早期公园概念类似，通常以旋转木马、过山车、摩天轮为标志，设计理念落后，而且中国计划经济体制下的办事效率低、人员臃肿等问题突出，这就造成游乐园的普遍亏损。
亏损令北京游乐园的合作双方决定转让股权。中方公司“中国北京龙潭旅游开发公司”的主管部门崇文区人民政府在此次转让中起主导作用，找到日本国株式会社熊谷组。该公司于1898年成立，鼎盛时期是日本五大承建商之一。中方公司将所持股权的90%以1410万元人民币转让给熊谷组，并且将北京游乐园的土地租期由原先的15年延长到25年。
1989年10月23日，《关于北京游乐园有限公司注册资本转让及其他有关问题的协议》签订，该协议为四方参与的股权转让，熊谷组作为丙方收购了乙方“日中总合开发株式会社”持有的全部股权，熊谷组（香港）有限公司作为丁方收购了甲方“中国北京龙潭旅游开发公司”所持股权的90%。该协议签订后，日中总合开发株式会社完全退出了北京游乐园的经营。最终转让完成以后，中方公司所持的股份降至5%，不再参与北京游乐园的经营，仅收取红利。
但此后北京游乐园经营状况依然不佳，其单一的发展模式已不适合市场竞争，资方一直是负债经营、未收回成本。中方公司“中国北京龙潭旅游开发公司”在北京游乐园自建成至关闭的25年时间内从未收到红利。2010年1月28日，中日双方正式决定不再合作。2010年6月17日，北京游乐园闭园。许多曾在这座游乐园留下美好回忆的北京市民来到该园表达怀念之情，并纷纷在大门、墙上留言纪念。由于北京游乐园的关闭，多条公交线路原先的站名“北京游乐园”更名为“龙潭公园”。
2010年7月，北京游乐园紧邻左安门内大街的拱门拆除。2011年，北京游乐园正式启动整体拆除工作，2011年6月底基本拆完。根据东城区相关部门的授意，北京游乐园的标志性建筑——摩天轮将永久保留。北京游乐园的设施拆除工作完成之后，还需完成税务等系列手续，才能最终完成北京游乐园合同到期后的资产核查及交接工作。
北京游乐园合同到期以后，北京游乐园地块将交由东城区龙潭体育产业园规划管理。龙潭体育产业园办公室主任任继明表示，北京游乐园关闭之后，仍将作为“城市公园”向公众开放，不会当作商业用地开发出售。2021年9月24日，由北京游乐园改建而成的龙潭中湖公园开园，摩天轮经东城区园林绿化局修缮后作为景观保留。开园初期，原摩天轮上无法再利用的个别轿厢曾作为景观装饰在公园中心岛南侧的草坪上，但因游客争相与轿厢合影导致周围的草坪逐渐被踩秃，运营公园的东方紫金文化有限公司只得将这五处轿厢移出草坪，对原有草坪进行恢复，并计划根据游人步行习惯铺设石砖，以满足市民与摩天轮轿厢合影“打卡”的需求。